# Pyuridae
Pyuridae — rodzina żachw z rzędu Pleurogona, podrzędu Stolidobranchia.
Do rodziny zalicza się następujące rodzaje:
- Bathypera Michaelsen, 1904
- Boltenia Savigny, 1816
- Culeolus Herdman, 1881
- Fungulus Herdman, 1882 - jedynym przedstawicielem jest Fungulus antarcticus
- Halocynthia Verrill, 1879
- Hartmeyeria Ritter, 1913 - jedynym przedstawicielem jest Hartmeyeria triangularis
- Herdmania (Savigny, 1816) - jedynym przedstawicielem jest Herdmania momus
- Heterostigma Arnback, 1924	- jedynym przedstawicielem jest Heterostigma singulare
- Microcosmus Heller, 1878
- Pyura Molina, 1782